# Frank De Bleeckere
Frank De Bleeckere, född 1 juli 1966 i Oudenaarde, är en belgisk fotbollsdomare som bland annat dömt i fotbolls-VM 2006. Han har även dömt i Europamästerskapet i fotboll 2008. Huvuddomare i Uefa Super Cupen 2009 mellan Barcelona och Sjachtar Donetsk.

## VM 2006
Matcher i VM 2006 som huvuddomare:
- Argentina - Elfenbenskusten (gruppspel)
- Japan - Kroatien (gruppspel)
- England - Ecuador (åttondelsfinal) - Fakta om matchen
- Italien - Ukraina (kvartsfinal) - Fakta om matchen